# Faufilage

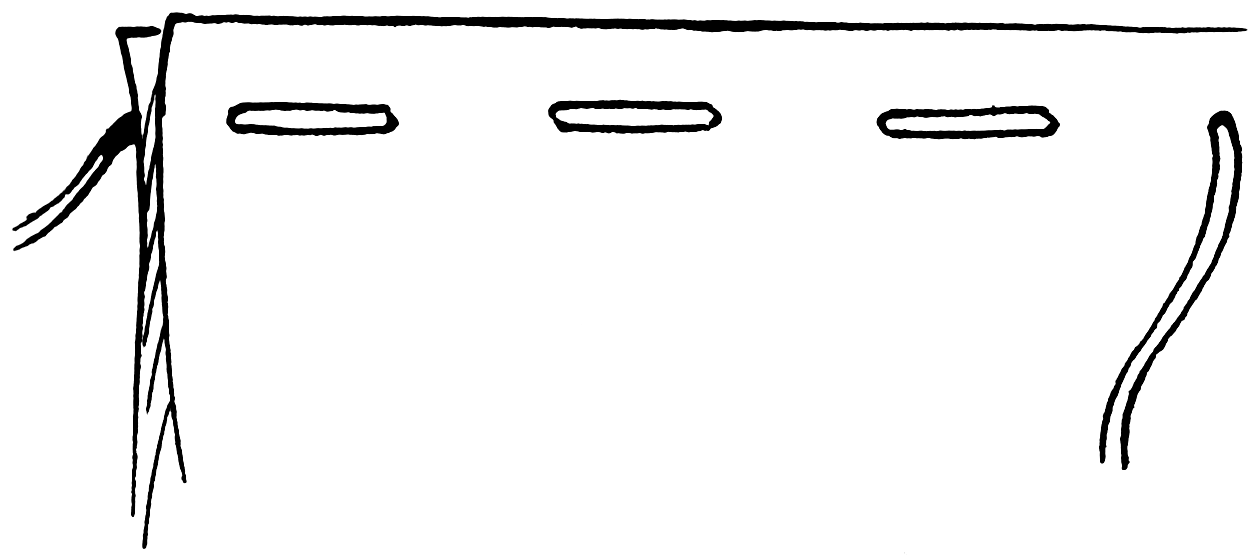
Dessin d'un faufilage.

En couture, le faufilage ou bâti consiste à relier deux parties de tissu par un point temporaire, souvent appelé le point de bâti. 
Ce point en général est réalisé manuellement en utilisant un point devant. Certaines machines à coudre possèdent un dispositif à faufiler, comme la Bernina 930 ; d'autres marques ont également cette possibilité, qui consiste à faire un point sur deux ou sur trois.